# Thomas Kaminsky

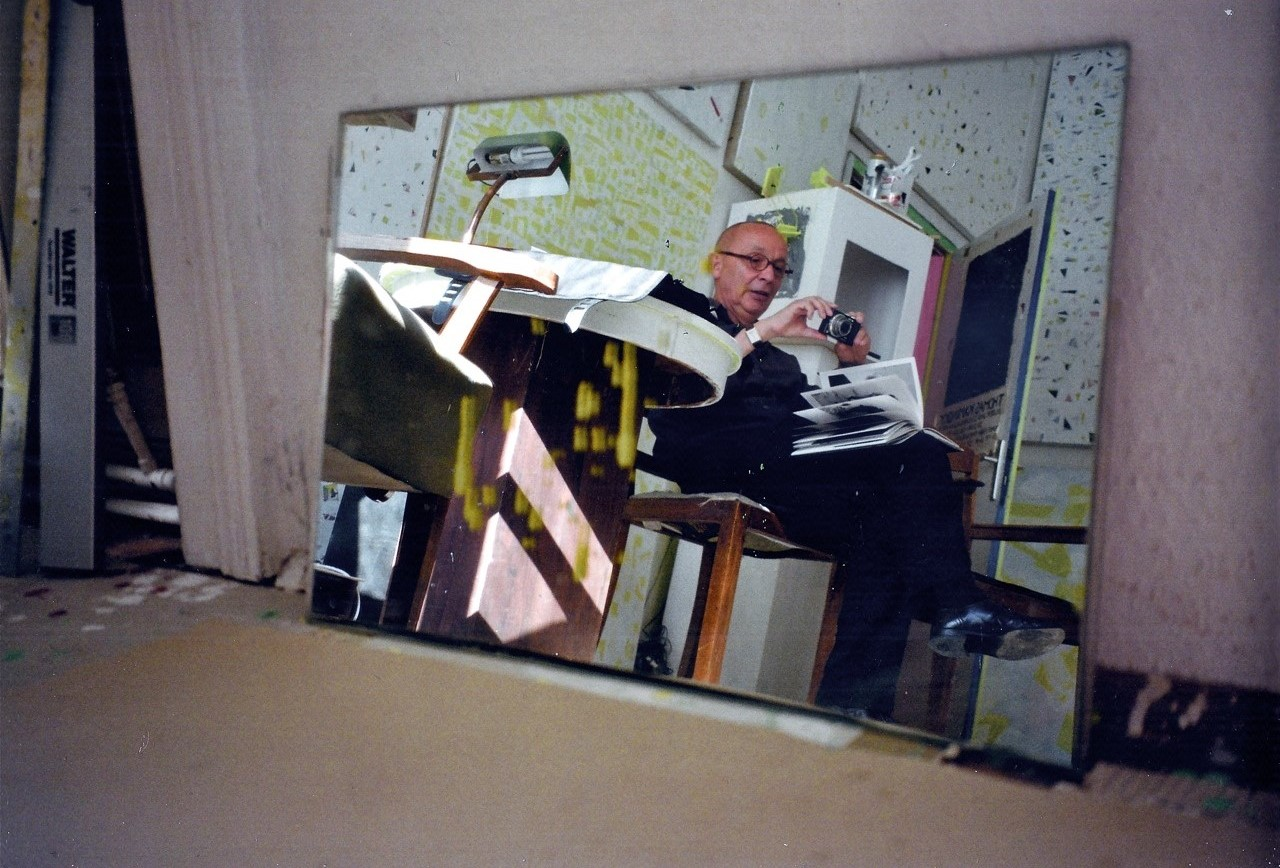
Thomas Kaminsky im Atelier

Thomas Kaminsky (* 4. Oktober 1945 in Dresden) ist ein deutscher Künstler. Sein vielgestaltiges Werk ist konzeptuell angelegt, bewegt sich zwischen verschiedenen künstlerischen Disziplinen und bespielt kleine und große Formate gleichermaßen. Es umfasst Tafelgemälde, Wand- und Deckenmalereien, Zeichnungen, Collagen und Holzschnitte, sowie skulpturale und kinetische Objekte aus vorfindlichen Materialien, daneben ortsspezifische Arbeiten, Rauminstallationen und performative Handlungsanweisungen. In einer Reihe von Künstlerbüchern äußerte er sich zudem in poetischen Texten. Für sein Werk erhielt Thomas Kaminsky zahlreiche Auszeichnungen. Er lebt und arbeitet in Wien und Köln.

## Leben und Wirken
Thomas Kaminsky wuchs in Dresden auf. Die kriegszerstörte Stadt zählt zu seinen frühesten Kindheitserinnerungen. Nach dem Besuch der Schule absolvierte er bis 1964 eine Malerlehre. Die persönliche Begegnung mit dem Maler Curt Querner in Börnchen beeindruckte ihn tief. Um seine Chancen als freischaffender Künstler auszuloten, zog er noch im selben Jahr nach Ost-Berlin. Autodidaktisch experimentierte er mit verschiedenen Maltechniken und knüpfte Kontakte zu Gleichgesinnten wie Horst Bartnig, Hans Brosch, Achim Freyer, Thomas Körner, Horst Sagert, Karlheinz Schäfer und Joachim Walther. Außerdem absolvierte er ein Praktikum in den Theaterwerkstätten des Deutschen Theaters Berlin und arbeitete dort wie am Berliner Ensemble als Bühnenmaler. Gleichzeitig war er als Bühnenarbeiter an der Staatsoper Unter den Linden tätig.
Bereits 1962 begann er mit der Serie der Weißen Bilder und widersetzte sich damit der Staatsdoktrin der DDR, die mit dem Sozialistischen Realismus ein figürlich-gegenständliches Stilideal zur Norm erhoben hatte. Weiterer Entfaltungsmöglichkeiten beraubt, entschied er sich 1964 zur Flucht aus der DDR. Sie gelang über den Balkan. 1969 konnte er sich in West-Berlin niederlassen und wurde im darauf folgenden Jahr an der Hochschule der Künste Berlin aufgenommen. Bis 1976 studierte er gemeinsam mit Georg Baselitz in der Klasse des Informel-Malers und Grafikers Hann Trier. Als sein Meisterschüler war er maßgeblich an dem viel diskutierten Deckengemälde des Weißen Saales im Charlottenburger Schloss beteiligt. Auch die Decke des Treppenhauses entstand unter beider Händen.
Ein Stipendium des Deutschen Akademischen Austauschdienstes ermöglichte Kaminsky 1974 einen Studienaufenthalt in Paris. Ihn interessierten Künstler im Umfeld der „Ecole de Paris“, unter anderem Pierre Soulages, dessen ungeteilte Hingabe der Farbe Schwarz galt. Hier in der Stadt, die sich als Avantgarde verstand, begann Kaminskys Phase der Schwarzen Bilder. Doch mehr noch brachte das Jahr 1974 mit der Gelegenheit, das Atelier eines Freundes zu nutzen. Die ungewohnte Weite der Räumlichkeiten regte ihn zu großformatigen Arbeiten an. Er entdeckte dabei das Sinnesorgan der Hand als Werkzeug und brachte im Zuge von performanceartigen Schaffensprozessen mit seinen bloßen Handflächen Tusche auf Papierbögen in einer Höhe von 270 cm auf. Es entstanden die ersten Arbeiten des Werkkomplexes der Handzeichnungen, die ihn noch viele weitere Jahre beschäftigten und mit einem Reigen von Ausstellungen seinen Durchbruch anbahnten. Entscheidend trugen auch die fotografischen Dokumentationen von Philipp Schönborn und Boris Nieslony dazu bei. Helmut Friedel erkannte, dass Thomas Kaminsky in dieser reduktionistischen Werkphase an einer phänomenologischen Systemanalyse arbeitete und kommentierte den gewählten Fokus auf basale Malmittel mit folgenden Worten: "Die Handzeichnungen wollen nichts abbilden, was außerhalb der unmittelbaren Bemalung liegt; sie suchen die Darstellung von Textur, Struktur und Fraktur. Es ist daher konsequent, dass Kaminsky nahezu vollständig auf die Farbe als Darstellungsmittel verzichtet und die Zeichnungen monochrom in Schwarz ausführt."
Es waren auch seine Schwarzen Bilder, denen 1976 seine erste Einzelausstellung in der Galerie Tanit in München galt. 1977 erhielt er als einer der ersten das Karl-Schmidt-Rottluff-Stipendium, ein Postgraduierten-Stipendium für herausragende künstlerische Leistungen. 1978 zog er nach Köln und erhielt ein Jahr später den Ars-Viva-Kunstpreis, der jährlich vom Kulturkreis der deutschen Wirtschaft im BDI vergeben wird. 1980 bezog er ein Atelier in Den Haag.
Es folgte 1981/1982 ein Stipendium der Deutschen Akademie Rom Villa Massimo, eine der wichtigsten Auszeichnungen für junge deutsche Künstler. Unter der Direktion Elisabeth Wolken verbrachte Thomas Kaminsky mit anderen Künstlern, Schriftstellern, Komponisten und Architekten ein inspirierendes Jahr, darunter etwa Ingomar von Kieseritzky. In völliger Ungebundenheit konnten sich die Stipendiaten ihrer Arbeit und dem gegenseitigen Austausch über die Disziplingrenzen hinweg widmen. Schriftsteller verschiedener Jahrgänge, wie Gert Loschütz, Peter Schalmey und Hugo Dittberner schrieben später über ihren Massimo-Kollegen. Thomas Kaminsky setzte in Rom seine Arbeit an den Handzeichnungen fort und begann auch wieder zu malen.
1984 wandte er sich, der bis dahin vor allem mit monochromen Bildern hervorgetreten war, der Farbe zu; 1986 entstanden erstmals auch Farbholzschnitte. Die intensive Auseinandersetzung mit Farbe als Material zog das Interesse von Marianne Heinz auf sich, seit 1984 Direktorin der Neuen Galerie in Kassel. Kontrapunktisch zur Documenta 8 (1987), auf der Malerei nur schwach vertreten war, präsentierte sie die Ausstellung: Gegenstand: Malerei. Die programmatische Schau schlug eine Brücke von gegenständlich orientierter Malerei der klassischen Moderne zu avancierten Positionen ungegenständlicher Malerei der Gegenwart. Neben Werken von Raimund Girke und Gotthard Graubner waren Gemälde von Gerhard Hoehme, Jerry Zeniuk und Thomas Kaminsky zu sehen. Marianne Heinz baute einen entsprechenden Sammlungsschwerpunkt in Kassel auf und kaufte einige seiner Werke an. Kurz darauf wurden Gemälde von Thomas Kaminsky auch in Frankreich gezeigt: In der Ausstellung La couleur seule, die Maurice Besset 1988 im Musée St. Pierre in Lyon zum Thema monochrome Malerei kuratierte, positionierte er sich mit einem quadratischen schwarzen Bild. Lyon bedeutete für Kaminsky eine hohe internationale Anerkennung. Besset hatte ihn in eine Reihe mit Josef Albers, Hans Arp, Jean Dubuffet, Roy Lichtenstein, Gerhard Richter, Mark Rothko, Robert Rauschenberg, Frank Stella, Günther Uecker und Andy Warhol gestellt. Ein Jahr später beteiligte er sich an der Ausstellung Ausgebürgert. Künstler aus der DDR 1949 –1989.
In den 90er Jahren wirkte er auch als Hochschullehrer: so hatte er im Studienjahr 1990/91 eine Gastprofessor an der Staatlichen Akademie der Bildenden Künste Karlsruhe inne. Zwischen 1995 und 1997 übernahm er eine weitere Vertretungsprofessur an der Johannes Gutenberg-Universität Mainz.
Gleichzeitig entstanden ab 1991 große mehrteilige Gemälde, zwischen 1992 und 1996 gelbe Triptychen und 1997 große Aquarelle. Das Jahr 1998 stellte einen vorläufigen Höhepunkt in seiner Laufbahn dar und brachte eine reiche Ausstellungstätigkeit mit sich: Eine umfassende Personale mit Gemälden, Zeichnungen und Holzdrucken wurde in der Neuen Galerie Kassel, im Von-der-Heydt-Museum Wuppertal und in der Villa Zanders Bergisch Gladbach gezeigt.

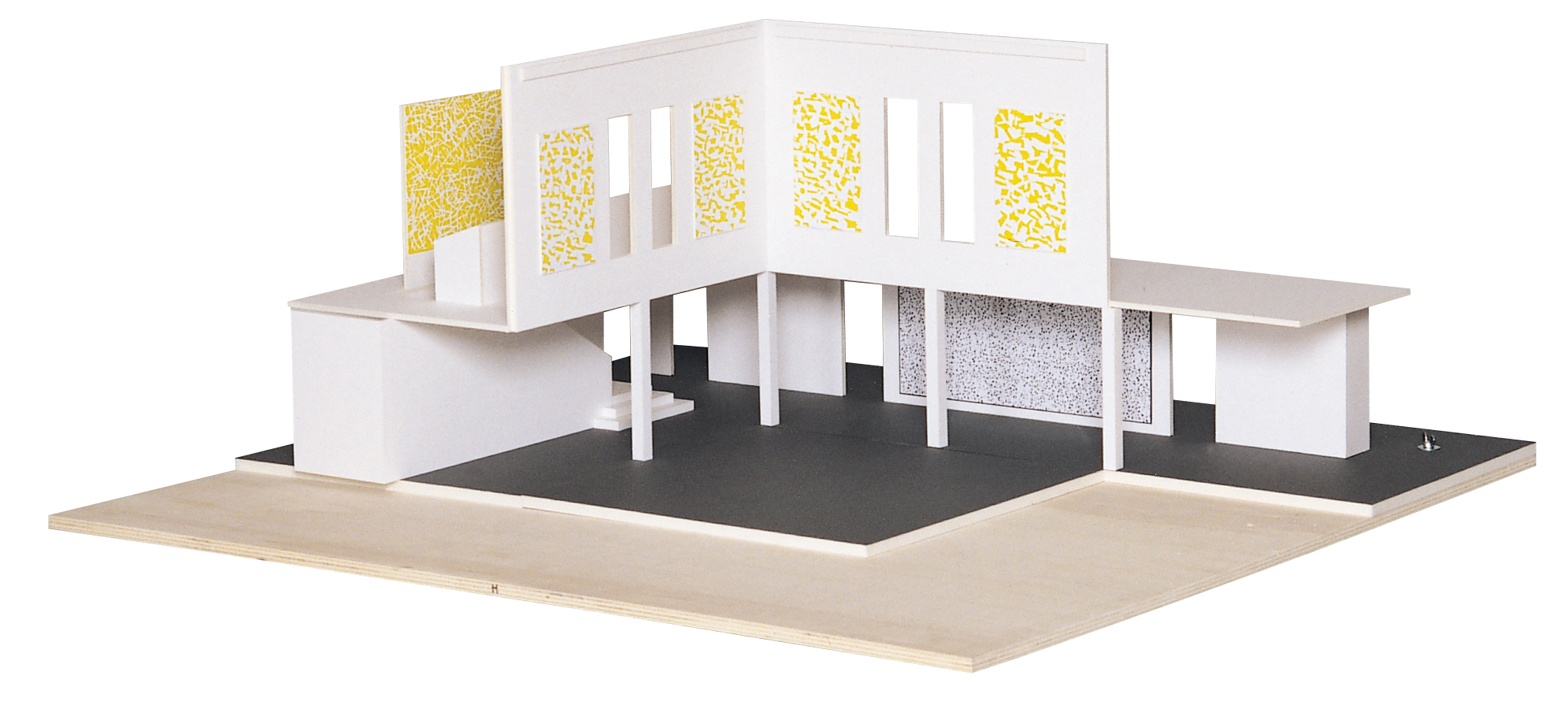
Thomas Kaminsky, Modell für die Botschafter-Residenz Peking 1999

Im selben Jahr gewann er den Wettbewerb zur Ausgestaltung der Residenz des deutschen Botschafters in Peking und entwickelte dafür Holzdrucke in wandhohen Formaten. Die Drucke ließen sich nur von Hand abziehen und sind als Monotypien aufzufassen, denn die monumentalen Holzstöcke machten eine Vervielfältigung unmöglich. Auf innovative Weise wurden sie nun Teil einer einzigartigen Rauminstallation: "Kaminsky gelingt es", so beschreibt Marlen Dittmann ihren Eindruck von der Halle in der Botschafter-Residenz,"... den Raumklang der Architektur aufzunehmen, ihn sensibel zu akzentuieren und gleichzeitig, selbstbewusst, eine neue Dimension zu eröffnen. So wachsen Bilder (=Holzdrucke) und Halle zur untrennbaren Einheit zusammen."

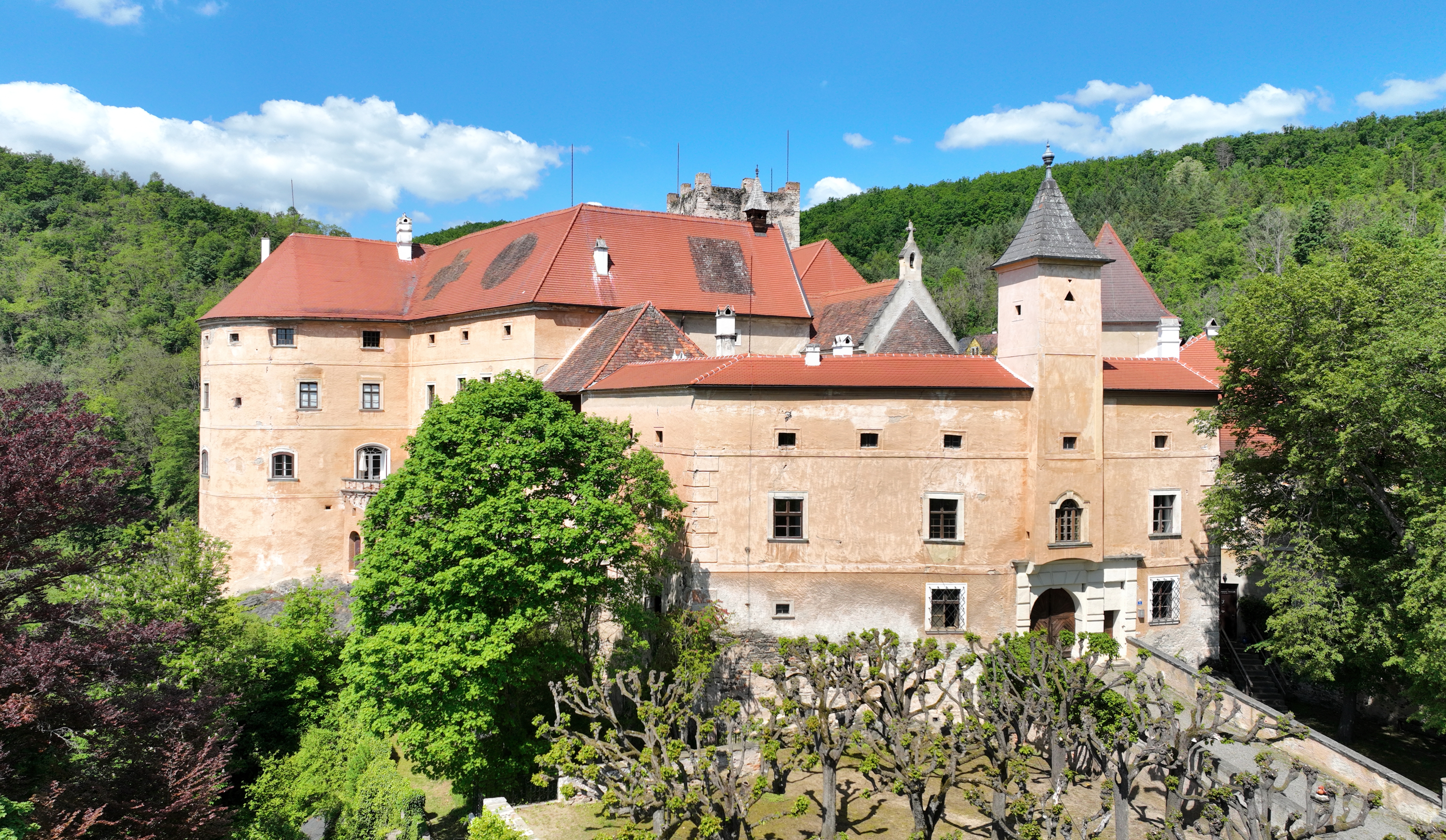
Schloss Buchberg am Kamp, Niederösterreich, mit der von Thomas Kaminsky (2004–2007) entworfenen Dachgestaltung als Hommage an Kasimir Malewitsch

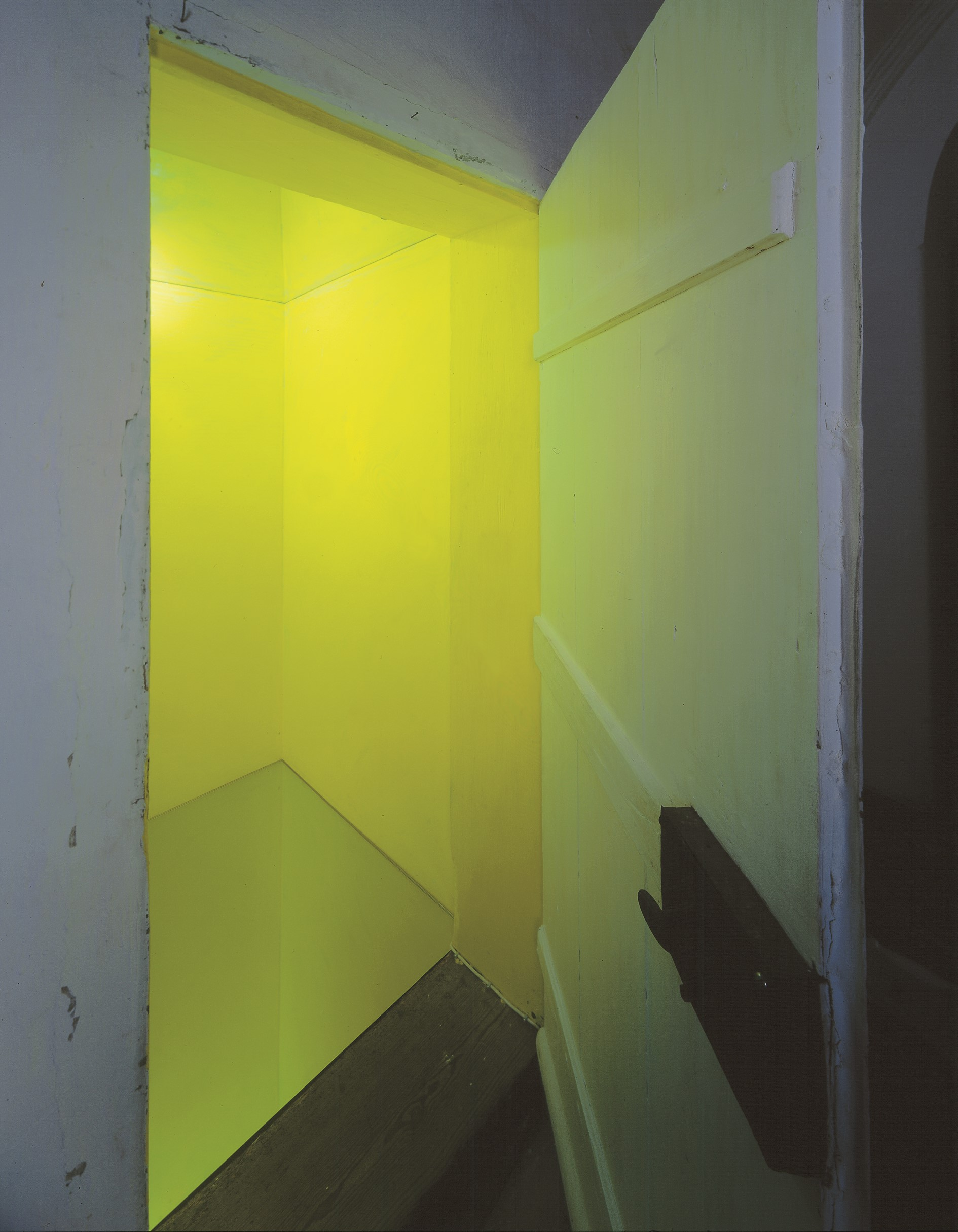
Thomas Kaminsky, Farbschacht 1998, Spanplatten, 2 Spiegel Leuchtpigment mit Acrylbinder; 84 x 98 x 180 cm, permanente Rauminstallation im Kunstraum Buchberg, Schloss Buchberg am Kamp, Niederösterreich

Um Distanz gegenüber einer zunehmenden Vereinnahmung durch den dynamischen Kölner Kunstmarkt zu gewinnen, baute sich Thomas Kaminsky einen zweiten Lebenskreis in Wien auf. Unweit der Stadt, im niederösterreichischen Gars am Kamp, hatte das Sammlerehepaar Gertraud und Dieter Bogner seit 1976 eine Burg des 12. Jahrhunderts zu einem aufblühenden Kunst- und Kulturzentrum ausgebaut. Der sogenannte Kunstraum Buchberg wurde bald zu einer wichtigen Begegnungsstätte verschiedener Künstler aus dem In- und Ausland, darunter Dan Graham. Die eingeladenen Künstler gestalteten die weitläufigen Innen- und Außenräume. Symposien zu aktuellen Themen fanden statt (Buchberger Kunstgespräche). Experten, Künstler und ein interessiertes Publikum verhandelten Fragen nach dem Verhältnis von Kunst, Natur, Wirtschaft und Politik. Diskurse über politische Bezüge von Farbe, Form und Medien wurden besonders intensiv geführt. Mit den Salon-Bildern für den blauen Salon (1985), der permanenten Rauminstallation Farbschacht (Planung ab 1996, Fertigstellung 1998), Wand- und Deckenmalereien (1998) hat Thomas Kaminsky im Kunstraum Buchberg zentrale Positionen gesetzt. Weithin sichtbar ist die von ihm 2004 konzipierte und bis 2007 verwirklichte Schlossdachgestaltung: In Referenz auf Malewitsch wurden mit alten und neuen, farblich unterschiedlichen Ziegeln Quadrate an Nordseite und Ostseite angebracht, an der Südseite sind ein Quadrat, ein Kreuz und Kreis zu erkennen.
Das 1915 entstandene Schwarze Quadrat von Malewitsch, das in den westlichen Demokratien zur Ikone der Abstrakten Malerei erhoben, in den kommunistischen Systemen jedoch abgelehnt wurde, beschäftigte Kaminsky in den folgenden Jahren intensiv. Der Fall der Mauer (1989) entzog der politischen Vereinnahmung von künstlerischen Stilen den Boden. Damit verlor das Schwarze Quadrat an Symbolkraft. Ausgehend von Filmen und Kunstdrucken seiner Dresdner Jugendjahre erarbeitete sich Thomas Kaminsky nun ein eigenes gegenständliches Bildvokabular, bezog das Schwarze Quadrat als Schlüsselmotiv mit ein und verhandelte seine neu gewonnene konzeptuelle Position in verschiedenen, meist rotfarbigen Holzschnittfolgen.

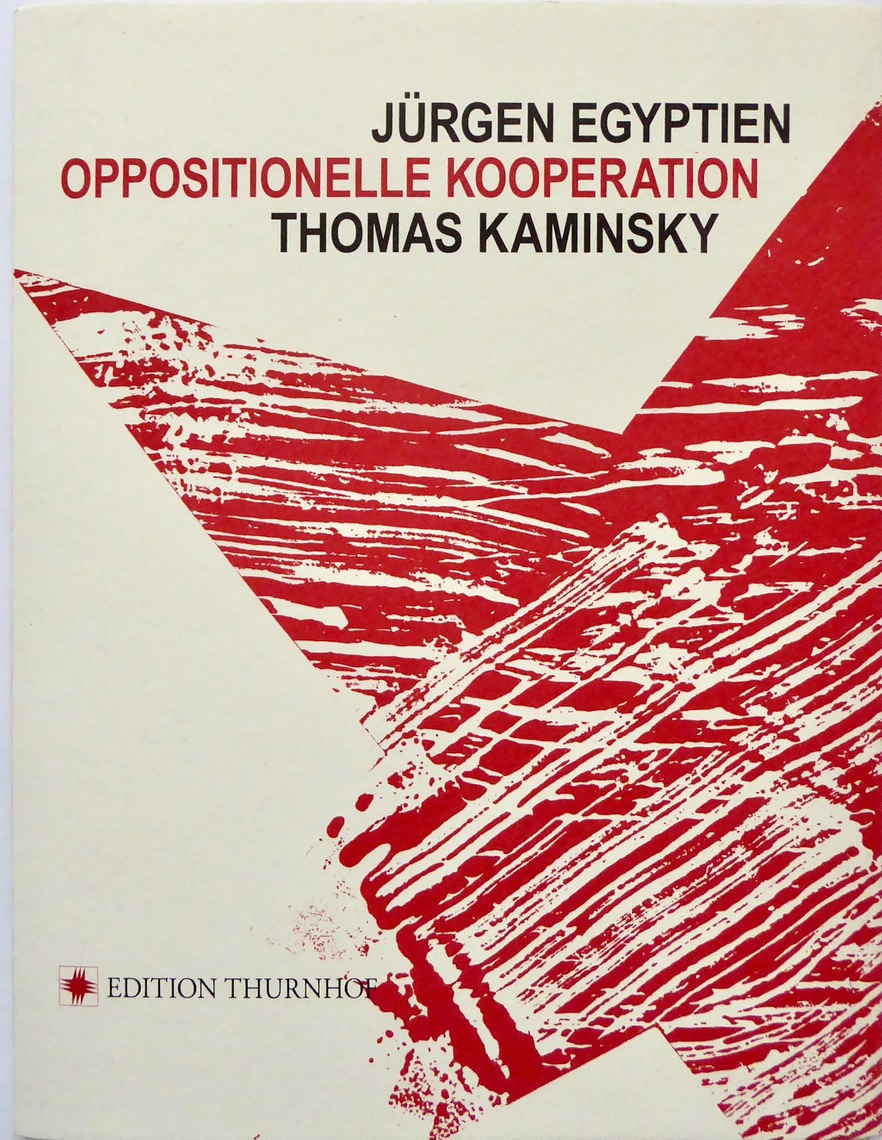
Cover eines Text-Bild-Bandes

Bereits seit 1970 hatte sich Thomas Kaminsky immer wieder mit dem Künstlerbuch als Format und Medium beschäftigt. Vermehrt griff er nun diese künstlerische Ausdrucksform in seinem Spätwerk auf: Mit dem Text-Bild-Band Oppositionelle Kooperation (2019), der als Pressendruck in der Edition Thurnhof erschien, begann Kaminsky seine Zusammenarbeit mit dem Schriftsteller Jürgen Egyptien. Sie setzte sich in den bibliophilen Privatdrucken Sebastian. Ein Zyklus mit einem Vorspiel (2021) und Marsyas-Mäander. Lyrische Szenenfolge mit Prolog (2022) fort. Linolschnitte daraus waren 2023 anlässlich einer Lesung Egyptiens zu Marsyas und Apoll im Kunsthistorischen Museum Wien zu sehen. Zu Kaminskys Privatdruck Myrmidonen (2022) steuerte Egyptien den einleitenden Essay bei.

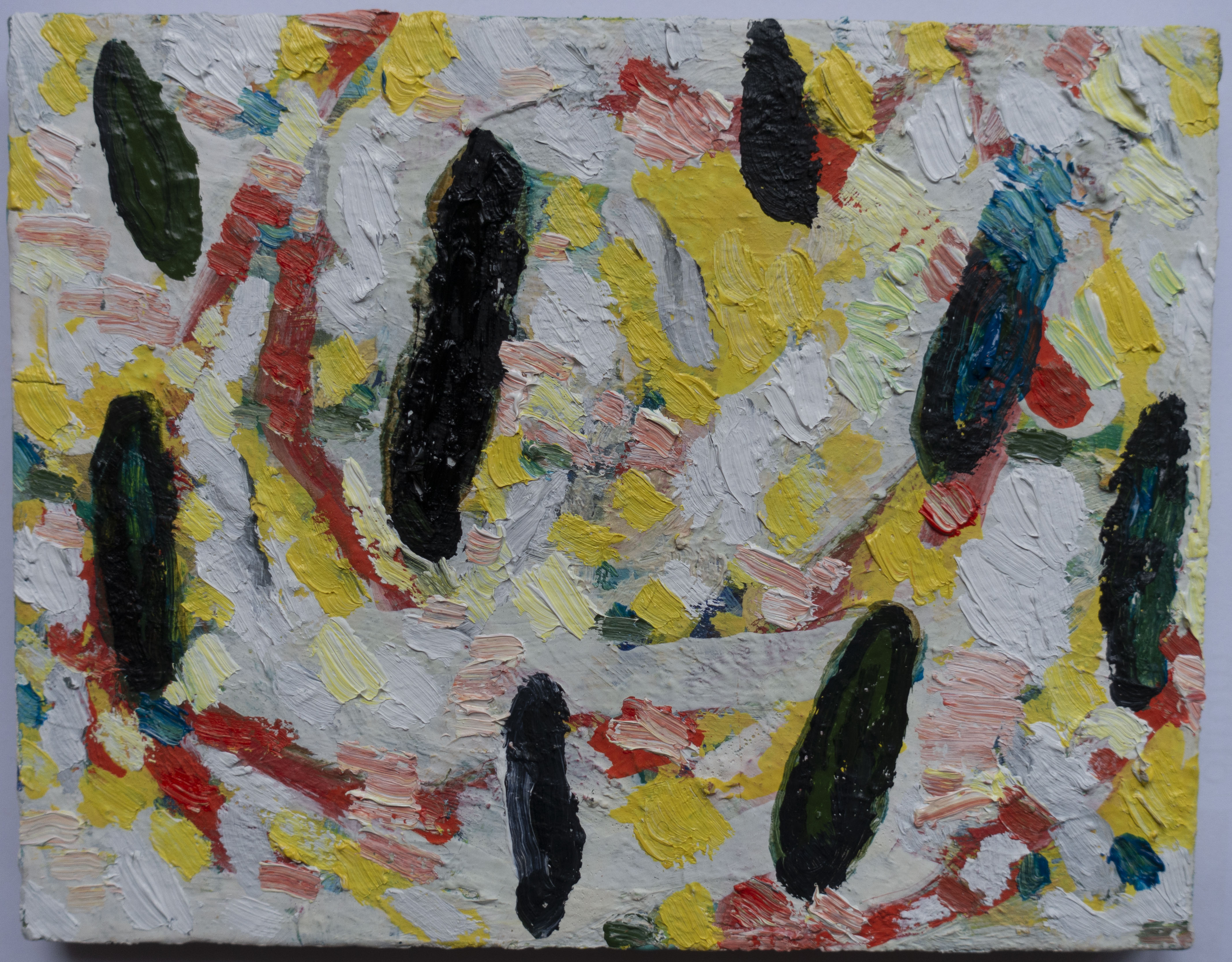
Gemälde von Thomas Kaminsky 2024; Öl auf Leinwand, 14x18 cm

Kennzeichnend für das Gesamtwerk Thomas Kaminsky ist eine stetige kritische Hinterfragung des eigenen Tuns, die ihn immer wieder zu radikalen Neuanfängen bewegte, zu der Vielgestaltigkeit seines Oeuvres beigetragen hat und als Abwehrhaltung gegenüber Ideologiegefährdungen verstanden werden kann.
Während eine ähnliche biographische Herkunft Georg Baselitz seit 1969 dazu führte, sein Werk konsequent durch eine motivische Umkehr zu signieren, verfolgt Thomas Kaminsky Umkehr als Ethos und systemische künstlerische Handlung.

## Rezeption
Kaminskys Arbeiten sind in bedeutenden Sammlungen und Ausstellungen in Deutschland und international vertreten. Er ist bekannt für seine großformatigen Holzschnitte, die oft symbolische Motive und Figuren enthalten, darunter auch Darstellungen von Kasimir Malewitsch und Lenin. Seine Werke beschäftigen sich häufig mit der Zeit vor und kurz nach der Russischen Revolution, in der kulturelle Produktion gedeihen konnte, bevor die Kämpfe und Spannungen der Sowjetzeit aufkamen. Er setzte sich mit dem Potential einer utopischen Gesellschaft auseinander. Der Einfluss des europäischen Abstrakten Expressionismus um 1950 durchdringt seinen Ansatz.
Viele der Werke sind unbetitelt. Die in Kunstauktionen vertretenen Arbeiten stammen hauptsächlich aus dem Zeitraum zwischen den 1970er und 1990er Jahren.

## Einzelausstellungen
Die Ausstellungsliste bis zum Jahr 1998 folgt der in einem Ausstellungskatalog.
- 1976 Galerie Tanit
- 1978:
  - Galerie Bossin, Berlin
  - Galerie art in progress, Düsseldorf
- 1979:
  - Galerie Appel und Fertsch, Frankfurt
  - Galerie art in progress, Düsseldorf
  - Galerie Schlegel, Zürich
  - Kunstverein Gelsenkirchen
- 1980: Galerie Bossin, Berlin
- 1981 Kunsthalle Düsseldorf: between 7[22]
- 1982:
  - Kunsthalle Mannheim[23]
  - Galerie Appel und Fertsch, Frankfurt
  - Galerie art in progress, Düsseldorf
  - Edition e., München
  - Galerie art in progress, München
- 1983:
  - Kleiner Ausstellungsraum, Hamburg
  - Galerie Bossin, Berlin
- 1984:
  - Kunstforum Lenbachhaus, München
  - Galerie Rupert Walser, München
- 1985:
  - Galerie Walzinger, Saarlouis
  - Südwest Galerie, Karlsruhe
- 1986:
  - Forum Kunst, Rottweil
  - Galerie Bossin, Berlin
  - Artothek, Köln
  - Galerie Hör, Nürnberg
  - Galerie artline, Den Haag
- 1987:
  - Kunstverein, Freiburg
  - Galerie Appel und Fertsch, Frankfurt
  - Galerie Dr. Luise Krohn, Badenweiler
  - Galerie Rupert Walser, München
- 1988: Galerie S 65, Alst
- 1989: Galerie Kröner, Wiesbaden
- 1990:
  - Städtische Galerie Lüdenscheid
  - Galerie artline, Den Haag
- 1991:
  - Staatliche Kunsthalle Karlsruhe
  - Galerie Suzanne Fischer, Baden-Baden
  - Galerie Winter, Bremen
- 1992:
  - Galerie Appel und Fertsch, Frankfurt
  - Galerie Walzinger, Saarlouis
  - Galerie artline, Den Haag
  - Galerie S 65, Alst
  - Galerie Rupert Walser, München
- 1995:
  - Via art Galerie, Prag
  - Galerie Rupert Walser, München
  - Galerie Appel und Fertsch, Frankfurt
  - Galerie artline, Den Haag
  - Galerie Walzinger, Saarlouis
- 1996:
  - Galerie artline, Amsterdam
  - Galerie Winter, Bremen
- 1997: Raum für Kunst bei Steffen Mismahl, Köln
- 1998:
  - Galerie Appel und Troschke, Frankfurt
  - Hessen Kassel Heritage, Neue Galerie
  - Kunstraum Schloss Buchberg
  - Kunst- und Museumsverein im Von der Heydt-Museum, Wuppertal
  - Galerie Rupert Walser, München
  - Städtische Galerie Villa Zanders, Bergisch Gladbach
- 2000: Atrium, Wien (Katalog)
- 2001:
  - Kunstraum Fuhrwerkswaage, Köln (Katalog)
  - Galerie Walzinger, Saarlouis
- 2002: Galerie Rupert Walser, München
- 2003:
  - Kunstraum Schloss Buchberg (Katalog)
  - Galerie artline, Amsterdam
- 2005:
  - Galerie artline, Amsterdam
  - Museum Katharinenhof Kranenburg
  - Galerie artline, Amsterdam
- 2006: Yoshi's Corner' Galerie für zeitgenössische Kunst, Wien
- 2007: Kunstverein Grafschaft Bentheim, Neuenhaus[24]
- 2008:
  - Galerie Rupert Walser, München
  - Galerie artline, Amsterdam
- 2010:
  - Galerie Appel, Frankfurt
  - Dominikanerkloster Heilig Kreuz, Köln
- 2015: Kunstmuseum Villa Zanders, Bergisch Gladbach, Zwischen Konkret und Utopie[25]

- 2018: Galerie Heike Curtze, Wien
- 2019: Kunstverein Horn, Horn[26]
- 2024: Kunstverein Horn, Horn[27]

## Arbeiten in öffentlichen Sammlungen
- Sammlung zeitgenössischer Kunst der Bundesrepublik Deutschland[28][29]
- Berlinische Galerie
- Neuer Berliner Kunstverein
- Staatliche Kunsthalle Karlsruhe
- Kunsthalle Tübingen
- Kunstmuseum Stuttgart
- Museum Moderner Kunst Stiftung Ludwig Wien (mumok)
- Nationalgalerie Berlin
- Staatliche Kunsthalle Karlsruhe
- Sammlung Gertraud und Dieter Bogner, Kunstraum Buchberg[30]
- Kunsthalle Mannheim
- Kunsthalle zu Kiel
- Schloss Morsbroich in Leverkusen
- Villa Zanders, Bergisch Gladbach[31]